# Las Águilas, Veracruz
Las Águilas är en ort i Mexiko.   Den ligger i kommunen Ixhuatlán del Sureste och delstaten Veracruz, i den sydöstra delen av landet, 500 km öster om huvudstaden Mexico City. Las Águilas ligger 42 meter över havet och antalet invånare är 543.
Terrängen runt Las Águilas är platt. Runt Las Águilas är det ganska glesbefolkat, med 31 invånare per kvadratkilometer. Närmaste större samhälle är Coatzacoalcos, 12,2 km nordväst om Las Águilas. Omgivningarna runt Las Águilas är en mosaik av jordbruksmark och naturlig växtlighet.